# Campoplex shikotsensis
Campoplex shikotsensis är en stekelart som först beskrevs av Tohru Uchida 1956.  Campoplex shikotsensis ingår i släktet Campoplex och familjen brokparasitsteklar. Inga underarter finns listade.